# Méry-sur-Seine
Méry-sur-Seine är en kommun i departementet Aube i regionen Grand Est (tidigare regionen Champagne-Ardenne) i nordöstra Frankrike. Kommunen ligger  i kantonen Méry-sur-Seine som ligger i arrondissementet Nogent-sur-Seine. År 2022 hade Méry-sur-Seine 1 442 invånare.

## Befolkningsutveckling
Antalet invånare i kommunen Méry-sur-Seine
Referens: INSEE